# PSO J334.2028+01.4075
PSO J334.2028+01.4075, de son nom abrégé PSO J334+01, est un lointain quasar double compact de la constellation du Verseau. Le quasar primaire a été découvert en août 2001 par une équipe du FIRST Bright Quasar Survey. L'évidence que PSO J334+01 est un quasar double ne sera révélée qu'en octobre 2015 par une équipe du Catalina Real-time Transient Survey, après la détection d'un événement transitoire régulier au niveau de PSO J334+01. Cet événement transitoire sera ensuite relié à une binaire de trous noirs supermassifs. Une estimation de sa distance par décalage vers le rouge suggère une distance de 10,3 milliards d'années-lumière et une distance comobile de 15,4 milliards d'années-lumière.

## Observation et binarité
Des observations du télescope spatial Chandra de PSO J334+01 ont été effectuées en raison des variations périodiques de la luminosité du quasar. Les simulations, basées sur les observations de Chandra, montrent les morphologies de disque d'accrétion attendues pour les systèmes binaires.
Il peut exister une cavité, une région interne du disque d'accrétion qui est principalement vide et l'émission est décalée vers le bleu. Il est aussi possible que le système soit composé de minidisques, où il y a une accrétion substantielle d'un disque binaire sur un ou les deux membres d'une binaire, chacun avec son propre système d'accrétion à disque mince chauffé par choc. 
L'émission de rayons X de PSO J334+01 est incompatible avec le scénario de cavité. De plus, les observations multi-spectrales sont typiques des caractéristiques des quasars non doubles, ce qui est incompatible avec le scénario du minidisque. D'autres analyses soulignent davantage la similitude de PSO J334+01 par rapport aux quasars normaux. Sur les observations multi-longueurs d'onde, il n'existe aucune preuve soutenant le PSO J334+01 en tant que système binaire, bien que l'analyse reste insensible à certaines configurations pour les quasars doubles.

## Origine des binaires
L'évolution classique des galaxies prédit la fusion des galaxies permettant aux trous noirs supermassifs centraux de s'assembler en systèmes binaires de noyaux galactiques actifs. La fusion des galaxies peut constituer une avenue possible de croissance pour les trous noirs centraux, et on s'attend à ce qu'elle se termine par la fusion des deux trous noirs à la suite de l'émission d'ondes gravitationnelles. Le nouveau trou noir, ainsi formé à la suite d'une fusion, aura une masse et une vitesse de rotation différente et pourrait être expulsé de sa galaxie hôte fusionnée. 
En tant que sources puissantes d'ondes gravitationnelles, les trous noirs supermassifs binaires sont des systèmes importants à étudier. Le processus de fusion des trous noirs peut être divisé en phases distinctes. Les phases originales présentées ici sont : la phase de fusion des galaxies, où les deux trous noirs centraux se rapprochent vers le centre et une paire de trous noirs liés se forme avec un grand demi-grand axe ; la phase finale de parsec, où le système binaire du trou noir peut être séparé par  environ 1 pc (∼3,26 al), et peut créer un vide d'étoiles autour de lui, à la suite de l'éjection de toutes les étoiles dans son voisinage. Cette phase est appelée le problème parsec final et de nombreuses solutions potentielles ont été théorisées ; la phase d'accrétion binaire, où l'accrétion binaire est attendue du fait que la taille typique du disque d'accrétion est supérieure à la séparation binaire a, et les disques d'accrétion commencent à fusionner  ; la phase des ondes gravitationnelles, où la binaire est suffisamment rapprochée pour que le mouvement des deux trous noirs puisse créer de fortes ondes gravitationnelles, jusqu'à que les deux trous noirs fusionnent et, la dernière phase, la phase d'après fusion, où le nouveau trou noir a une masse et une vitesse de rotation différentes, conduisant éventuellement à une vitesse résultante suffisamment importante pour déplacer ou éjecter le trou noir du centre de la galaxie.
Les systèmes binaires sont généralement définis comme une paire de quasars avec des séparations à l'échelle du kiloparsec. Un tel système devient  impossible à résoudre avec le télescope Chandra au-delà d'une distance de 4 ± 1 Mpc (∼13 millions d'al). Par exemple, le candidat de système binaire le plus proche identifié à l'aide de deux sources ponctuelles est NGC 3393 avec une séparation projetée de 150 ± 0,6 pc (∼489 al). Cependant, cette source a été contestée comme potentiellement fausse.
Ainsi, de nombreuses techniques de détection indirecte ont été développées pour rechercher des signes de systèmes binaires. Une de ces méthodes consiste à rechercher la variabilité périodique de luminosité via des observations ultraviolettes, optiques et infrarouges, résultat possible de l'observation d'un disque binaire. Peut-être le cas le plus fort d'un système binaire candidat, OJ 287, a été identifié par sa luminosité variable et a présenté des explosions optiques régulières sur une période d'environ 12 ans. Cependant, OJ 287 n'est pas le système binaire typique, car les fluctuations de sa courbe de luminosité ont été modélisées comme un trou noir secondaire interceptant périodiquement le disque d'accrétion du trou noir primaire. Un tel modèle peut résulter d'une configuration où il existe un désalignement important entre le plan orbital du trou noir secondaire et le plan du disque d'accrétion du trou noir primaire.

## Binaire de PSO J334+01
D'autres quasars ont été identifiés comme de possibles binaires via des techniques similaire à celles utilisées pour OJ 287, et parmi cela se trouve PSO J334.2028+01.4075. PSO J334+01 a été identifié comme un système binaire potentiel basé sur des variations périodiques de sa luminosité sur une période de ∼542 jours, correspondant à une séparation, entre les deux trous noirs, d'environ 0,006 pc (∼0,019 6 al). Cependant, en 2016, Chris Vaughan a montré que les données présentées sur PSO J334+01 ne sont pas assez solides pour supporter un système binaire. Plus précisément, il constate que les variations sont difficiles à distinguer d'un processus stochastique (bruit rouge) lorsque le nombre de cycles observés est inférieurs à 2, et qu'au moins ∼5 variations sont nécessaires, à être observées, pour confirmer une véritable tendance périodique de la luminosité de PSO J334+01. Pourtant, la véritable nature de PSO J334+01 reste incertaine. Une couverture récente du Very Large Array et du Very Long Baseline Array soutient en outre que le PSO J334+01 est un système de trou noir binaire, car le quasar s'est avéré être dominé par des lobes radio avec une structure torsadée, résultat possible d'un jet en rotation, montrant que le quasar émetteur du jet tourne autour d'un autre astre très massifs.
PSO J334+01 a d'abord été ciblé comme candidat binaire basé sur la variation périodique de sa luminosité par des chercheurs du Catalina Real-time Transient Survey. Le noyau radio du quasar s'est avéré avoir un angle de position d'allongement tordu de 39° par rapport à l'allongement mesuré par le Very Large Array sur des échelles de kiloparsecs. De telles torsions ont été observées dans 3C 207, en raison du mouvement orbital associé aux systèmes binaires. Cependant, si l'axe du jet est proche de notre ligne de visée, les angles des jets peuvent apparaître amplifiés comme projetés sur le plan du ciel. Un tel scénario peut être pertinent pour le PSO J334+01, qui a été identifié comme un quasar de type I via des lignes élargies de carbone et de magnésium ionisé.

### Structure de jets astrophysiques
Les deux quasars de PSO J334+01 émettent des lobes radio dans une forme "rotative". Cette forme particulière, décrite comme torsadée, confirme en partie le système binaire puisque que la surveillance du VLA et du VLBA ont pu remarquer un mouvement circulaire aux niveaux des jets, ce qui est typique d'un émetteur de jets astrophysiques en orbite autour de d'un objet de forte masse. Les jets, couvrant chacun 8 secondes d'arc (soit 66 ± 1 kpc (∼215 000 al) chacun), s'organisent d'une manière particulière qui laisse panser que l'émetteur de jets contient la masse la plus importante du système. Par analogie avec 3C 207, un quasar à dominance radio bien étudié, avec une torsion au niveau des jets tout aussi rare, les scientifiques supposent que PSO J334.2028+01.4075 pourrait éjecter des jets sur un cône interne qui trace un jet de précession dans un système binaire.

### Cavités dans un minidisque
Malgré toutes les preuves qui appuient que PSO J334+01 soit un système binaire de trous noirs supermassifs, il existe une hypothèse qui permet d'expliquer les variations de luminosité du quasar. Cette hypothèse stipule que PSO J334+01 est un quasar simple avec un très petit disque d'accrétion, ce disque d'accrétion serait aussi très opaque et agirait comme un masque. Dans ce cadre, les augmentations de luminosité serait donc dues à une cavité qui laisserait passer la luminosité de PSO J334+01, créant ainsi les fameuses hausses de luminosité observées par le Pan-STARRS.
Les scientifiques ont d'abord considéré les analyses de PSO J334+01, faites avec le télescope spatial Chandra, comme étant la preuve d'une cavité dans un minidisque d'accrétion. En raison du décalage vers le rouge élevé de PSO J334+01, les diagnostics de raies d'émission sont décalés vers le rouge dans le proche infrarouge où les archives des données spectroscopiques ne sont pas disponibles. Cependant, le bon accord entre les modèles de distribution d'énergie spectrale et les observations du télescope spatial Chandra suggèrent fortement un système à un seul quasar, et une cavité dans le disque d'accrétion.
De plus, les données du WISE suggèrent aussi que PSO J334+01 est un quasar simple et non double. Cependant, il n'est pas clair si les systèmes binaires différeraient d'un quasar standard dans les données du WISE et d'autres données en proche infrarouge.

### Masse du primaire
La période observée ∼542 jours et la distance de séparation d'environ 0,006 pc (∼0,019 6 al), en supposant que la période de repos de la variabilité du quasar trace la période orbitale du binaire, permet d'estimer que la masse du trou noir primaire est de 10 milliards de M☉. Basée sur le modèle de Schwarzschild, ce trou noir a un rayon de Schwarzschild de 197 UA et un champ gravitationnel de 1 521,2 m/s-2. Cette méthode n'est cependant pas utilisable pour le quasar secondaire, puisqu'elle ne peut être utilisée que sur l'objet le plus massif dans ce genre de système. 